# Stephan (Pokémon)
Stephan is een personage uit de Pokémon-anime. Hij is een rivaal van Ash Ketchum. Zijn eerste verschijning was in de eenendertigste aflevering van de Pokémon: Black & White series in Aflevering 690: De Verdwenen Snijschelp van Oshawott!.

## Biografie en verhaal
Stephan is al een vrij ervaren trainer. Tijdens Pokémon: Black & White, begint hij te reizen door Unova, waar hij kennismaakt met Ash Ketchum en er ontwikkelt zich een rivaliteit tussen hen. Stephan spaart geen Unova regio badges.

## Alle Pokémon van Stephan
De Pokémon van Stephan in volgorde van vangst.

#### Unova
- Blitzle > Zebstrika
- Sawk

## Toernooien
Stephan heeft aan verschillende Pokémontoernooien en Pokémonwedstrijden meegedaan. Stephan deed aan alle toernooien en wedstrijden mee met zijn eigen Pokémon.

### Pokémontoernooien
- Nimbasa Town Pokémon Club Gevecht - Top 8